# Bridge of Orchy

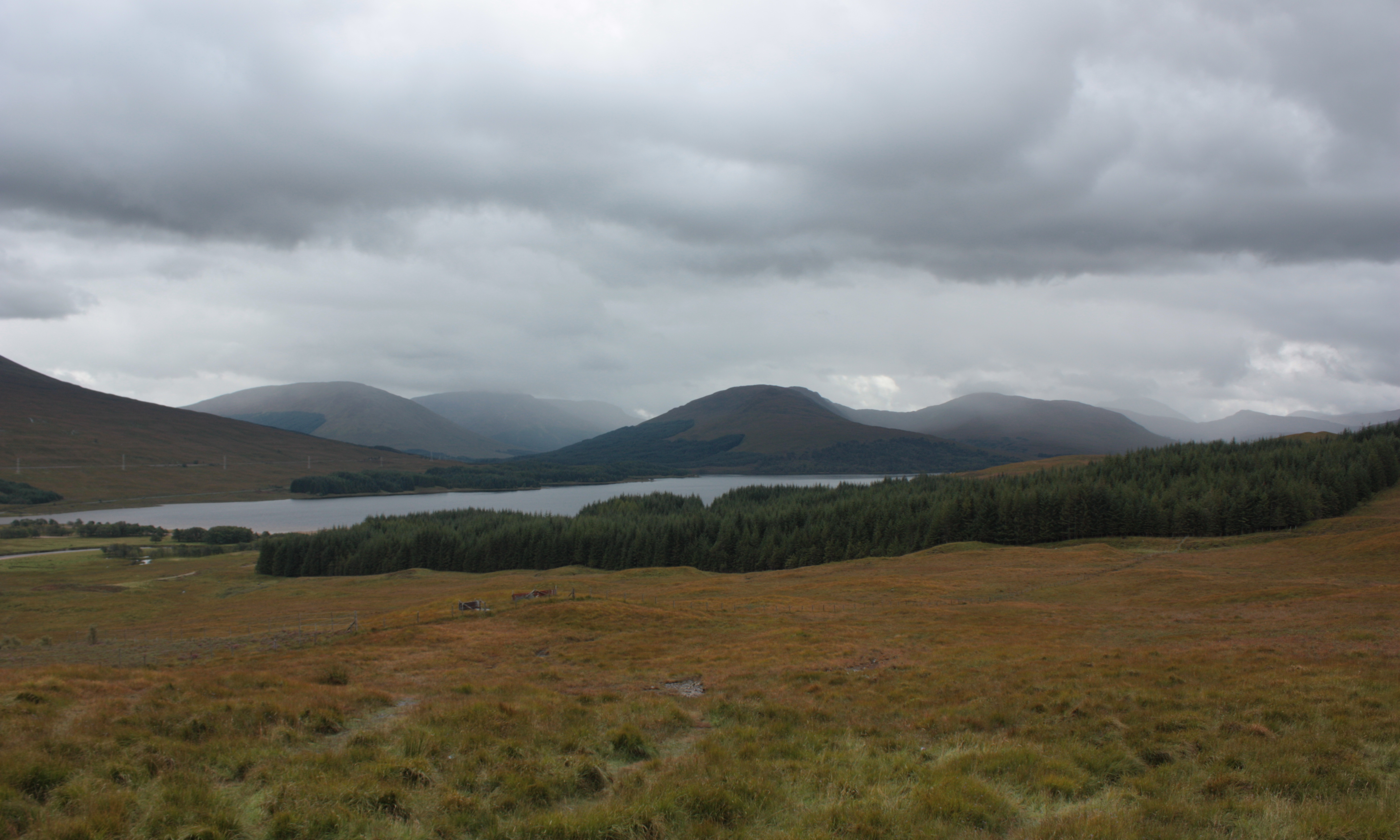
Fragment pasma Bridge of Orchy

Bridge of Orchy - pasmo w Grampianach Centralnych, w Szkocji. Pasmo to graniczy z Grupą Cruachan na zachodzie, z Black Mount na północnym zachodzie, Rannoch Moor na północy, pasmem Glen Lyon na północnym wschodzie, z Wzgórzami Glen Lochay na południowym wschodzie oraz z pasmem Tyndrum na południu. Najwyższym szczytem jest Beinn a’ Chreachain, który osiąga wysokość 1081 m.
Najważniejsze szczyty:
- Beinn a’ Chreachain (1081 m),
- Beinn Dorain (1076 m),
- Beinn Achaladair (1038 m),
- Beinn an Dothaidh (1004 m).